# Julia (Romanreihe)
Julia – Traumhafte Liebe ist eine Taschenheftserie mit Liebesromanen.

## Daten
Die Reihe erscheint im Cora Verlag und wird vom Verlag mit leidenschaftlich-romantische Begegnungen zwischen starken Männern und hinreißenden Frauen in glamouröser Umgebung – auf englischen Herrensitzen, luxuriösen Yachten oder italienischen Palazzi umschrieben. Alle Hefte sind Übersetzungen von in den USA bzw. Kanada erschienenen Romanen. Alle zwei Wochen erscheint ein Band mit je drei Romanen.
Die Reihe startete 1973 als erste Reihe des gerade gegründeten Cora Verlags. Die Reihe ist bis heute das Flaggschiff des Verlags.
In den Romanen spielt die Handlung in der "Welt der Schönen und Reichen". Adlige, männliche Millionäre kommen mit teils weniger begüterten Frauen zusammen. Die sich daraus ergebenden romantischen und leidenschaftlichen Erlebnisse werden in den Romanen geschildert.

## Ableger
Im Laufe der Jahre erschien eine kaum überschaubare Zahl von Ablegerreihen mit unterschiedlichen Umfängen, Erscheinungsweisen und Laufzeiten. Dabei erschienen auch deutlich modernere Romane als in der Hauptreihe. Einige davon, wie Julia Extra und Julia präsentiert Ärzte zum Verlieben, erscheinen bis heute. Der Ableger Julia Festival hat mittlerweile eigene Ableger.
Bemerkenswert ist die Serie Julia Royal.

## Autoren
In der Reihe werden u. a. Romane von Debbie Macomber, Anne Mather und Betty Neels abgedruckt.